# Le Voleur de Venise (film, 1950)
Pour les articles homonymes, voir Le Voleur de Venise.
Pour plus de détails, voir Fiche technique et Distribution.
Le Voleur de Venise (Il ladro di Venezia) est un film de cape et d'épée américano-italien réalisé par John Brahm et sorti en 1950.

## Synopsis
En 1575, Sgarbia, le grand inquisiteur de la république de Venise, est à la tête d'une puissante faction qui veut accéder au pouvoir. Avec le soutien du Conseil des Dix, il se présente à la tête de l'État après avoir fait empoisonner le doge de Venise en place. Il se débarrasse de tous les opposants politiques, y compris l'amiral Pisani, engagé dans la lutte contre les Turcs en Méditerranée. En effet, en empêchant les renforts d'atteindre la flotte de Pisani, l'Inquisiteur provoque la destruction des armées vénitiennes. Pisani, de retour chez lui, est accusé d'incompétence et devient l'objet de la fureur du peuple. Le grand inquisiteur bannit également Lorenzo Contarini, le porte-drapeau de l'Amiral, et tente d'inciter la fille de Pisani à se marier. Contarini trouve refuge parmi les voleurs de Venise. Avec leur aide, il libère des prisonniers politiques et arme la plèbe avec le butin d'une série de vols. À la tête de la plèbe et des émeutiers, Contarini déclenche la révolte le jour du mariage du tyran et parvient à le tuer lors d'un duel.

## Fiche technique
- Titre original : Il ladro di Venezia[1]
- Titre français : Le Voleur de Venise[2]
- Réalisateur : John Brahm
- Scénario : John Brahm, Salvatore Cabasino, Jesse Lasky jr.
- Photographie : Anchise Brizzi
- Montage : Renzo Lucidi, Terry O. Morse
- Musique : Alessandro Cicognini
- Décors : Luigi Scaccianoce (it), Ottavio Scotti (it)
- Costumes : Vittorio Nino Novarese
- Production : Dario Sabatello, Robert Haggiag, Darryl F. Zanuck, Spyros Skouras
- Société de production : Sparta Films, Scalera Film
- Société de distribution : Sparta Films (Italie) - 20th Century Fox (États-Unis, Royaume-Uni)
- Pays de production :  Italie -  États-Unis
- Langue originale : italien
- Format : Noir et blanc - 1,37:1 - Son mono - 35 mm
- Durée : 88 minutes
- Genre : Drame passionnel
- Dates de sortie :
  - Italie : 22 décembre 1950
  - France : 23 novembre 1951
  - États-Unis : 27 novembre 1952 (New York)

## Distribution
- María Montez : Tina
- Paul Hubschmid (sous le nom de « Paul Christian ») : l'évêque Lorenzo Contarini
- Massimo Serato : le Grand Inquisiteur Sgarbia
- Guido Celano : Polo
- Faye Marlowe : Francesca
- Camillo Pilotto : Amiral Pisani
- Vinicio Sofia : le Trésorier
- Gino Saltamerenda : Alfredo
- Umberto Sacripante : Duro
- Massimo Pianforini :
- Aldo Silvani : von Sturm
- Mario Besesti : Nicolò
- Mirella Uberti :
- Paolo Stoppa : Marco
- Ferdinando Tamberlani : Lombardi
- Liana Del Balzo :
- Luigi Tosi : Mario
- Léon Renoir :
- John Fostini :
- Jackie Frost :
- Gaetano Verna :
- Gian Aldo Bettoni :
- Claudio Giammi :
- Adriano Ambrogi :

## Production
Le film est une coproduction italo-américaine. Il est annoncé en mars 1949, Gordon Griffith devant être le producteur initial et Jess Lasky Jr le producteur associé. Le tournage devait commencer le 1er juin et Jacques Tourneur devait le réaliser.
En juin, on pensait qu'Edmond O'Brien et sa femme Olga San Juan seraient les vedettes et que les producteurs seraient Monte Schaff et Lou Appleton. Douglas Fairbanks Jr a également été mentionné comme un rôle principal possible et Nat Waschburger allait être le producteur européen. Olive Deering a été mentionnée comme un possible premier rôle féminin
Finalement, en août, il est annoncé que Nathan Wachsberger produirait (en Europe) à partir d'un scénario de Jesse Lasky Jr, et que les anciennes vedettes sous contrat Universal Maria Montez et Paul Hubschmid joueraient les rôles principaux. Christian venait de réaliser Bagdad avec Maureen O'Hara
John Brahm a signé pour réaliser et Faye Marlowe et George Sanders devaient jouer des rôles secondaires, le tournage devant commencer en Italie le 1er novembre 1949 (Brahm avait travaillé avec l'un et l'autre à la 20th Century Fox.). Sanders finit par se retirer.

### Tournage
Le tournage débute en novembre 1949 et se poursuit jusqu'en février. Puis il reprend en juin.
Les extérieurs sont tournés à Venise, le travail en studio étant effectué aux studios Scalera. Le film est initialement produit par Giuseppe Barattolo pour Scalera Film Venezia, puis il est transmis à La Sparta qui l'a terminé en mars 1950.

## Exploitation
Le film cumule 5 767 708 entrées en Italie, se classant à la 5e place du box-office Italie 1950. Il a également eu un bon succès en France, cumulant 1 745 680 entrées au box-office France 1951.